# Довгалюк Андрій
Андрій Довгалю́к (Андрій Зоря) (роки народження і смерті невідомі) — український лірник XIX століття.
Жив у містечку Янові Вінницького повіту (тепер село Іванів Хмільницького району Вінницької області). Був від народження сліпим. Вчився у лірника Никона з Бикова. Мав поводиря.
У репертуарі 42 українські народні пісні, в тому числі власний варіант «Панщини», і один акафіст.